# Неккер, Сюзанна
Сюзанна Кюршо́ (фр. Suzanne Curchod; 2 июня 1737, Красье, Во — 15 мая 1794, Beaulieu Castle, Лозанна) — французская писательница и владелица салона швейцарского происхождения, мать знаменитой мадам де Сталь. Жена министра Жака Неккера, по мужу известная как мадам Неккер (Madame Necker). Основательница больницы Неккер (1778) в Париже.

## Биография
Родилась 2 июня 1737 года в Красье в кантоне Во.
От своего отца, бедного кальвинистского пастора, получила широкое образование и серьёзное воспитание. Когда ей было 18 лет (в то время она по-прежнему жила в бедности), за ней начал ухаживать Эдуард Гиббон, отказавшийся от брака с ней только по настоянию родных. С 1760 года работала гувернанткой в Женеве в семье Вермено, затем переехала в Париж, где в 1764 году вышла замуж за Жака Неккера, швейцарца и протестанта, как и она, бывшего министром финансов Франции. Помимо государственной службы, её супруг владел крупным салоном, в котором собирались многие писатели, художники и другие деятели (Бюффон, Мармонтель, Дидро, Лагарп, д’Аламбер) и где Сюзанна с 1765 года часто выступала в качестве хозяйки. Занималась попечительством тюрем и госпиталей, 1778 году ей в Париже учредила больницу на 120 коек, названную в её честь, став её первой директрисой. На протяжении всей жизни во Франции не теряла связи с родиной и после падения министерства мужа в 1790 году уехала в Швейцарию, поселившись в шато Коппе.
Большую часть времени посвящала воспитанию дочери и активно литературой не занималась (тем более что её супруг не поддерживал её творчество), но написала ряд небольших произведений нравственно-публицистического характера, имевших определённую известность: «Des inhumations précipitées» (1790), «Réflexions sur le divorce» (Лозанна, 1794; защита ненерасторжимости брака), «Mémoire sur l’établissement des hôpitaux» (о попечении тюрем и госпиталей) и др. Согласно ЭСБЕ, «среди всеобщего упадка нравов Н. отличалась чистотой личной жизни и высокогуманными воззрениями»; «несмотря на некоторую угловатость в манерах и чрезвычайную горячность в беседах, её достоинства были быстро оценены выдающимися людьми, бывавшими у её мужа». Посмертно были изданы следующие её работы: «Mélanges extraits des manuscripts de m-me N.» (Париж, 1798) и «Nouveaux mélanges» (Париж, 1801), содержащие множество подробностей интеллектуальной и общественной жизни её времени. Её биография была написана А. де Сталь-Гольштейном (Париж, 1820).